# Shan Xiaona
Shan Xiaona (Liaoning, 18 de janeiro de 1983) é uma mesa-tenista profissional sino-alemã, medalhista olímpica.

## Carreira

### Rio 2016
Shan Xiaona por equipes conquistou a medalha de prata, com Petrissa Solja e Han Ying.